# بزیعیه
بزیعیه، فرقه‌ای اسلامی از طایفه غلات هستند که به پیروی از بزیع بن موسی پرداختند. برخی نام فرقه را بزیغیه گزارش کرده اند. این گروه معتقدند که جعفر صادق خداست و هرچه به دلشان بیفتد همان وحی است. این طایفه همچنین منکر مرگ هستند. این گروه انشعابی از خطابیه هستند و پس از مرگ وی، تاسیس شدند.